# Rajapute

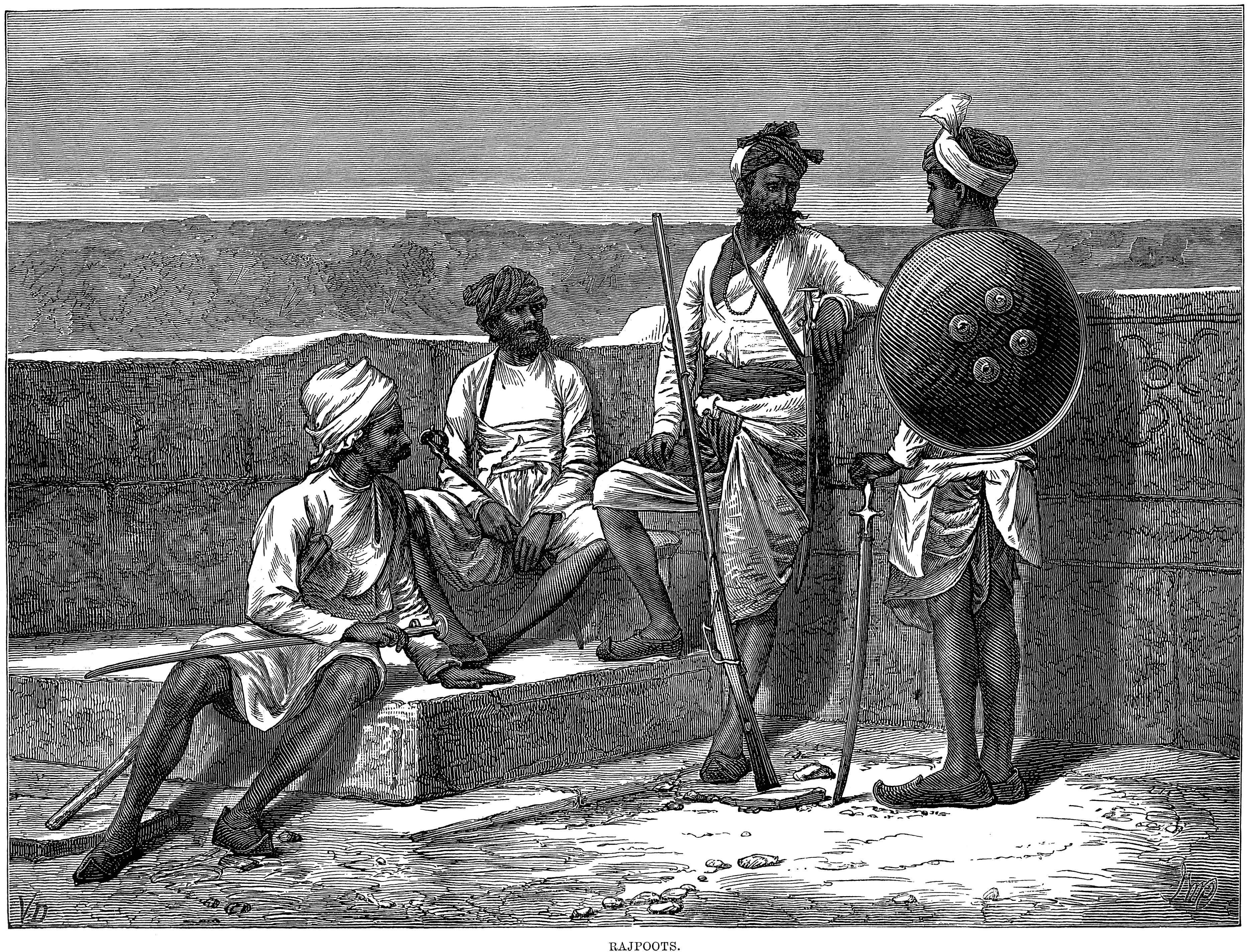
Rajaputes no The Illustrated London News (fevereiro de 1876).

Os rajaputes (em hindi: राजपूत) são os membros de um dos clãs patrilineares do centro e do norte da Índia, e em algumas partes do Paquistão. Os rajaputes são descendentes dos xátrias, uma das classes dominantes de grandes guerreiros do subcontinente indiano, particularmente no Norte da Índia.
Atualmente Utar Pradexe é onde vive a maioria dos rajaputes, embora demograficamente a população rajapute e os antigos estados rajaputes se encontrem espalhados por grande parte do subcontinente, particularmente no norte e centro da Índia. Populações são encontradas no Rajastão, Utar Pradexe, Himachal Pradexe, Hariana, Jamu, Panjabe, Utaranchal, Madia Pradexe, Biar, Gujarate, Maarastra.